# Чемпіонат Європи з хокею із шайбою серед юніорів 1992
Чемпіонат Європи з хокею із шайбою серед юніорів 1992 — двадцять п'ятий чемпіонат Європи з хокею із шайбою серед юніорів. Чемпіонат пройшов у містах Ліллегаммер та Гамар (Норвегія) з 5 по 12 квітня 1992. Чемпіоном Європи стала юнацька збірна Чехословаччини.

## Група А

### Попередній раунд
Група 1
| Збірна            | 1   | 2   | 3   | 4   | ШЗ/ШП | О |
| ----------------- | --- | --- | --- | --- | ----- | - |
| 1. Чехословаччина |     | 5:3 | 5:2 | 8:4 | 18:09 | 6 |
| 2. Швеція         | 3:5 |     | 2:2 | 6:2 | 11:09 | 3 |
| 3. Німеччина      | 2:5 | 2:2 |     | 3:3 | 07:10 | 2 |
| 4. Швейцарія      | 4:8 | 2:6 | 3:3 |     | 09:17 | 1 |

Група 2
| Збірна       | 1    | 2    | 3    | 4   | ШЗ/ШП | О |
| ------------ | ---- | ---- | ---- | --- | ----- | - |
| 1. Росія     |      | 3:2  | 10:0 | 8:2 | 21:04 | 6 |
| 2. Фінляндія | 2:3  |      | 17:0 | 7:2 | 26:05 | 4 |
| 3. Польща    | 0:10 | 0:17 |      | 5:3 | 05:30 | 2 |
| 4. Норвегія  | 2:8  | 2:7  | 3:5  |     | 07:20 | 0 |

### Фінальний раунд
Чемпіонська група
| Збірна            | 1     | 2     | 3      | 4      | 5     | 6      | ШЗ/ШП | О  |
| ----------------- | ----- | ----- | ------ | ------ | ----- | ------ | ----- | -- |
| 1. Чехословаччина |       | (5:3) | 2:0    | 5:3    | (5:2) | 15:1   | 32:09 | 10 |
| 2. Швеція         | (3:5) |       | 3:1    | 1:1    | (2:2) | 6:1    | 15:10 | 06 |
| 3. Росія          | 0:2   | 1:3   |        | (3:2)  | 6:2   | (10:0) | 20:09 | 06 |
| 4. Фінляндія      | 3:5   | 1:1   | (2:3)  |        | 8:0   | (17:0) | 31:09 | 05 |
| 5. Німеччина      | (2:5) | (2:2) | 2:6    | 0:8    |       | 7:4    | 13:25 | 03 |
| 6. Польща         | 1:15  | 1:6   | (0:10) | (0:17) | 4:7   |        | 06:55 | 0  |

7-е місце
| Норвегія | 4:5 (1:1, 2:3, 1:1) | 4:3 (1:1, 0:2, 3:0) | 4:1 (3:1, 1:0, 0:0) | Швейцарія |  |

Швейцарія вибула до Групи «В». Чехословаччина виступила востаннє на чемпіонаті, Чехія стала правонаступником, а Словаччина розпочне змагання з Групи «C».

### Призи та нагороди чемпіонату
| Нагорода            | Гравець        | Збірна         |
| ------------------- | -------------- | -------------- |
| Найкращий бомбардир | Давід Виборний | Чехословаччина |
| Найкращий воротар   | Марк Зелігер   | Німеччина      |
| Найкращий захисник  | Сергій Гончар  | Росія          |
| Найкращий нападник  | Давід Виборний | Чехословаччина |

## Група В
Матчі пройшли 22 — 28 березня 1992 у Пралоньян-ла-Вануаз та Мерібель (Франція).

### Попередній раунд
Група 1
| Збірна             | 1   | 2   | 3   | 4   | ШЗ/ШП | О   |
| ------------------ | --- | --- | --- | --- | ----- | --- |
| 1. Італія          |     | 1:0 | 4:4 | 3:3 | 08:07 | 4   |
| 2. Австрія         | 0:1 |     | 5:3 | 7:3 | 12:07 | 4:2 |
| 3. Франція         | 4:4 | 3:5 |     | 9:2 | 16:11 | 3   |
| 4. Велика Британія | 3:3 | 3:7 | 2:9 |     | 08:19 | 1   |

Група 2
| Збірна       | 1   | 2    | 3   | 4    | ШЗ/ШП | О   |
| ------------ | --- | ---- | --- | ---- | ----- | --- |
| 1. Данія     |     | 7:4  | 9:5 | 6:1  | 22:10 | 6   |
| 2. Румунія   | 4:7 |      | 7:5 | 13:2 | 24:14 | 4   |
| 3. Югославія | 5:9 | 5:7  |     | 4:2  | 14:18 | 2:4 |
| 4. Іспанія   | 1:6 | 2:13 | 2:4 |      | 05:23 | 0   |

### Фінальний раунд
Перша група
| Збірна     | 1     | 2     | 3     | 4     | ШЗ/ШП | О |
| ---------- | ----- | ----- | ----- | ----- | ----- | - |
| 1. Італія  |       | 6:1   | (1:0) | 5:4   | 12:05 | 6 |
| 2. Данія   | 1:6   |       | 6:5   | (7:4) | 14:15 | 4 |
| 3. Австрія | (0:1) | 5:6   |       | 5:0   | 10:07 | 2 |
| 4. Румунія | 4:5   | (4:7) | 0:5   |       | 08:17 | 0 |

Втішна група
| Збірна             | 1     | 2     | 3     | 4     | ШЗ/ШП | О |
| ------------------ | ----- | ----- | ----- | ----- | ----- | - |
| 1. Франція         |       | 6:1   | (9:2) | 18:2  | 33:05 | 6 |
| 2. Іспанія         | 1:6   |       | 5:1   | (2:4) | 08:11 | 2 |
| 3. Велика Британія | (2:9) | 1:5   |       | 8:4   | 11:18 | 2 |
| 4. Югославія       | 2:18  | (4:2) | 4:8   |       | 10:28 | 2 |

Італія підвищилась до Групи «А», Югославія вибула до Групи «C».
- Соціалістична Федеративна Республіка Югославія припинила існування правонаступником стала Союзна Республіка Югославія. Збірні Словенії та Хорватії з наступного сезону виступають окремо.

## Група C
Матчі пройшли 19 — 33 березня в Ейндговені (Нідерланди).
| Збірна        | 1    | 2    | 3    | 4    | ШЗ/ШП | О |
| ------------- | ---- | ---- | ---- | ---- | ----- | - |
| 1. Угорщина   |      | 9:1  | 13:0 | 12:0 | 34:01 | 6 |
| 2. Нідерланди | 1:9  |      | 4:3  | 12:5 | 17:17 | 4 |
| 3. Болгарія   | 0:13 | 3:4  |      | 6:1  | 09:18 | 2 |
| 4. Бельгія    | 0:12 | 5:12 | 1:6  |      | 06:30 | 0 |

Угорщина підвищилась до Групи «В».